# Championnat d'Italie de baseball
Le championnat d'Italie de baseball (Italian Baseball League officiellement) est le championnat de baseball d'élite en Italie. Il se dispute depuis 1948 et est professionnel depuis 2010.
Le champion et le vice-champion prennent part à la Coupe d'Europe de baseball.

## Histoire
La première édition du championnat a lieu en 1948. Jusque dans les années 1980 le titre est décerné à la suite d'un championnat de type classique avec rencontres aller et retour. Durant la première moitié des années 1980 le championnat se compose d'une saison régulière ou s'affrontent tous les clubs à l'issue de laquelle sont formées deux poules, l'une pour désigner le champion, l'autre pour déterminer qui descendra dans la division inférieure. 
Depuis 1986 la saison se décompose en saison régulière et en phase finale. Au cours de la saison régulière qui se tient entre avril et octobre, les équipes s'affrontent en séries aller et retour de trois rencontres : une le vendredi soir et deux le samedi (certaines rencontres sont jouées le jeudi). 
La compétition compte dix clubs en 2005, puis neuf clubs en 2006. Après la réduction à huit clubs en 2007, chaque club dispute 42 matchs en saison régulière. Après cette phase, les quatre premiers du classement s'affrontent en demi-finales puis finale au meilleur des sept matchs pour désigner le champion.
Le championnat est rebaptisé Italian Baseball League en 2008.
À l'issue de la saison 2008, le dernier est relégué en Serie A2 et est remplacé pour la saison 2009 par la meilleure formation de cette division. Reggio Baseball est ainsi relégué tandis que les Siciliens de Catania Warriors Paternò sont promus.
En 2011, les Siciliens des Catania Warriors Paternò sont remplacés par Novara Baseball en raison de problèmes de stade.
Contrairement à la France où la pratique est interdite depuis les années 1920 dans le cadre du sport dit libre par opposition au sport corporatif, les clubs italiens peuvent porter le nom d'une société commerciale. Les noms des clubs varient ainsi au fil des saisons selon les partenariats entre clubs et sponsors.

## Saison 2020
| Equipe            | Ville                       | Stade                      | Capacité | Titres |
| ----------------- | --------------------------- | -------------------------- | -------- | ------ |
| Fortitudo Bologne | Bologne (Émilie-Romagne)    | Stadio Gianni Falchi       | 4 000    | 13     |
| Collecchio BC     | Collecchio (Émilie-Romagne) | Centro Sportivo G. Zinelli | 2 000    | 0      |
| BSC Godo          | Russi (Émilie-Romagne)      | Stadio Antonio Casadio     | 2 000    | 0      |
| Macerata Angels   | Macerata (Marches)          | Angels Park                | ?        | 0      |
| Parme Baseball    | Parme (Émilie-Romagne)      | Stadio Nino Cavalli        | 5 000    | 10     |
| San Marino BC     | Saint-Marin                 | Stadio Baseball Serravalle | 2 000    | 4      |

| \| Bologne Collecchio Russi Macerata Parme Saint-Marin \| Localisation des sièges des vainqueurs de · la compétition. |
| Bologne Collecchio Russi Macerata Parme Saint-Marin                                                                   |

| Bologne Collecchio Russi Macerata Parme Saint-Marin |

## Palmarès
| #   | Édition     | Vainqueur           | Score | Finaliste            |
| --- | ----------- | ------------------- | ----- | -------------------- |
| 1   | 1948        | Libertas Bologne    |       | CUS Milan            |
| 2-a | 1949 (FIBS) | Lazio Rome          |       | Ferrovieri Rome      |
| 2-b | 1949 (LIB)  | Fiorentina Baseball |       | Ambrosiana Milan     |
| 3   | 1950        | Libertas Rome       |       | Nettuno Baseball     |
| 4   | 1951        | Nettuno Baseball    |       | Libertas Rome        |
| 5   | 1952        | Nettuno Baseball    |       | Libertas Rome        |
| 6   | 1953        | Nettuno Baseball    |       | Lazio Rome           |
| 7   | 1954        | Nettuno Baseball    |       | AS Rome              |
| 8   | 1955        | Lazio Rome          |       | Nettuno Baseball     |
| 9   | 1956        | Nettuno Baseball    |       | AS Rome              |
| 10  | 1957        | Nettuno Baseball    |       | Lazio Rome           |
| 11  | 1958        | Nettuno Baseball    |       | Libertas Rome        |
| 12  | 1958        | CUS Milan           |       | Libertas Inter Milan |
| 13  | 1959        | Libertas Rome       |       | Nettuno Baseball     |
| 14  | 1960        | CUS Milan           |       | Rome Baseball        |
| 15  | 1961        | CUS Milan           |       | Milan Baseball       |
| 16  | 1962        | CUS Milan           |       | Nettuno Baseball     |
| 17  | 1963        | Nettuno Baseball    |       | Milan Baseball       |
| 18  | 1964        | Nettuno Baseball    |       | Fortitudo Bologne    |
| 19  | 1965        | Nettuno Baseball    |       | Milan Baseball       |
| 20  | 1966        | Milan Baseball      |       | Parme Baseball       |
| 21  | 1967        | Milan Baseball      |       | Nettuno Baseball     |
| 22  | 1968        | Milan Baseball      |       | Nettuno Baseball     |
| 23  | 1969        | Fortitudo Bologne   |       | Milan Baseball       |
| 24  | 1970        | Milan Baseball      |       | Fortitudo Bologne    |
| 25  | 1971        | Nettuno Baseball    |       | Parme Baseball       |
| 26  | 1972        | Fortitudo Bologne   |       | Parme Baseball       |
| 27  | 1973        | Nettuno Baseball    |       | Fortitudo Bologne    |
| 28  | 1974        | Fortitudo Bologne   |       | Nettuno Baseball     |
| 29  | 1975        | Rimini Baseball     |       | Parme Baseball       |
| 30  | 1976        | Parme Baseball      |       | Nettuno Baseball     |
| 31  | 1977        | Parme Baseball      |       | Rimini Baseball      |
| 32  | 1978        | Fortitudo Bologne   |       | Parme Baseball       |
| 33  | 1979        | Rimini Baseball     |       | Parme Baseball       |
| 34  | 1980        | Rimini Baseball     |       | Nettuno Baseball     |
| 35  | 1981        | Parme Baseball      |       | Rimini Baseball      |
| 36  | 1982        | Parme Baseball      |       | Nettuno Baseball     |
| 37  | 1983        | Rimini Baseball     |       | Fortitudo Bologne    |
| 38  | 1984        | Fortitudo Bologne   |       | Parme Baseball       |
| 39  | 1985        | Parme Baseball      |       | Fortitudo Bologne    |
| 40  | 1986        | Grosseto Baseball   | 4 - 3 | Rimini Baseball      |
| 41  | 1987        | Rimini Baseball     | 4 - 1 | Grosseto Baseball    |
| 42  | 1988        | Rimini Baseball     | 4 - 0 | Nettuno Baseball     |
| 43  | 1989        | Grosseto Baseball   | 4 - 2 | Rimini Baseball      |
| 44  | 1990        | Nettuno Baseball    | 4 - 3 | Rimini Baseball      |
| 45  | 1991        | Parme Baseball      | 3 - 0 | Vérone BT            |
| 46  | 1992        | Rimini Baseball     | 3 - 0 | Fortitudo Bologne    |
| 47  | 1993        | Nettuno Baseball    | 3 - 2 | Rimini Baseball      |
| 48  | 1994        | Parme Baseball      | 4 - 1 | Rimini Baseball      |
| 49  | 1995        | Parme Baseball      | 4 - 1 | Nettuno Baseball     |
| 50  | 1996        | Nettuno Baseball    | 4 - 2 | Parme Baseball       |
| 51  | 1997        | Parme Baseball      | 4 - 3 | Nettuno Baseball     |
| 52  | 1998        | Nettuno Baseball    | 4 - 1 | Rimini Baseball      |
| 53  | 1999        | Rimini Baseball     | 4 - 3 | Nettuno Baseball     |
| 54  | 2000        | Rimini Baseball     | 4 - 0 | Nettuno Baseball     |
| 55  | 2001        | Nettuno Baseball    | 4 - 2 | Rimini Baseball      |
| 56  | 2002        | Rimini Baseball     | 4 - 1 | Nettuno Baseball     |
| 57  | 2003        | Fortitudo Bologne   | 4 - 1 | Modène Baseball      |
| 58  | 2004        | Grosseto Baseball   | 4 - 2 | Fortitudo Bologne    |
| 59  | 2005        | Fortitudo Bologne   | 4 - 3 | San Marino BC        |
| 60  | 2006        | Rimini Baseball     | 4 - 1 | Fortitudo Bologne    |
| 61  | 2007        | Grosseto Baseball   | 4 - 3 | Nettuno Baseball     |
| 62  | 2008        | San Marino BC       | 4 - 3 | Nettuno Baseball     |
| 63  | 2009        | Fortitudo Bologne   | 4 - 1 | San Marino BC        |
| 64  | 2010        | Parme Baseball      | 4 - 2 | Fortitudo Bologne    |
| 65  | 2011        | San Marino BC       | 4 - 3 | Nettuno Baseball     |
| 66  | 2012        | San Marino BC       | 4 - 2 | Rimini Baseball      |
| 67  | 2013        | San Marino BC       | 3 - 2 | Rimini Baseball      |
| 68  | 2014        | Fortitudo Bologne   | 4 - 3 | Rimini Baseball      |
| 69  | 2015        | Rimini Baseball     | 4 - 0 | Fortitudo Bologne    |
| 70  | 2016        | Fortitudo Bologne   | 4 - 2 | Rimini Baseball      |
| 71  | 2017        | Rimini Baseball     | 3 - 0 | San Marino BC        |
| 72  | 2018        | Fortitudo Bologne   | 3 - 1 | Parme Baseball       |
| 73  | 2019        | Fortitudo Bologne   | 3 - 0 | San Marino BC        |
| 74  | 2020        | Fortitudo Bologne   | 4 - 3 | San Marino BC        |
| 75  | 2021        | San Marino BC       | 6 - 4 | Fortitudo Bologne    |
| 76  | 2022        | San Marino BC       | 3 - 1 | Parme Baseball       |
| 77  | 2023        | Fortitudo Bologne   | 4 - 0 | San Marino BC        |